# Johannes Junius
Johannes Junius (1573 – 6. srpna 1628 popraven za čarodějnictví) byl purkmistr v Bambergu, který se proslavil tím, že napsal dopis z vězeňské cely v okamžiku, kdy očekával popravu za čarodějnictví. Tento dopis je historicky velmi cenný, neboť ukazuje metody, které katolická církev i světské soudy používaly k vynucení přiznání na lidech obžalovaných z čarodějnictví.
J. Junius se stal purkrabím Bamberku v roce 1608 a byl jím až do svého uvěznění v roce 1628, kdy byl zapleten do procesů s čarodějnicemi, které byly součástí tzv. honu na čarodějnice, který v Evropě rozpoutala katolická církev. Ze soudních spisů vyplývá, že Johannes Junius svoji vinu popíral, přiznal se až poté, co byl podroben tortuře za pomocí palečnice a dalšímu mučení. 5. června byl nucen přiznat, že se účastnil čarodějnických akcí, že chtěl zabít své děti a že spálil hostii. Ačkoli nechtěl falešně udávat další lidi, byl k takovému jednání dalším mučením přinucen.
Krátce před popravou – 24. července – se mu podařilo napsat dopis dceři Veronice, ve kterém vysvětluje, jak vše bylo a ve kterém se s ní loučí, neboť ví, že bude popraven. Dopis byl propašován strážným z vězení.
Z celého soudu, v němž byl obviněn a posléze i odsouzen, je zřejmý vliv knihy Kladivo na čarodějnice (Malleus maleficarum), který se projevil zejména v obviněních, kde je kladen velký důraz na sexuální stránku věci, zároveň i zde platí zjevná převaha odsouzených žen – J. Junius byl souzen až po své ženě, která byla popravena za čarodějnictví o něco dříve.